# Cohors I Augusta Nerviana Germanorum

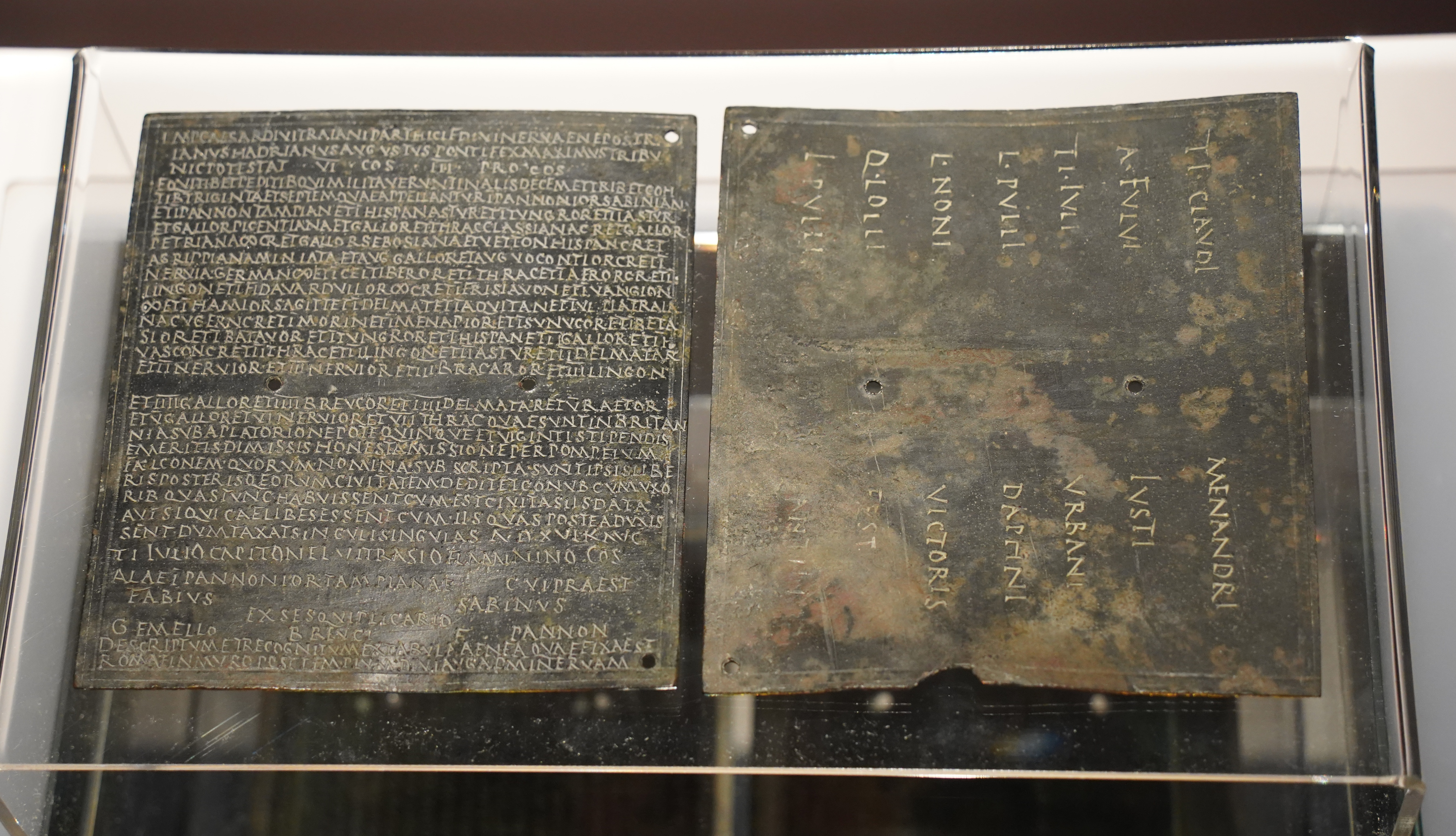
Eines der Militärdiplome des Jahres 122

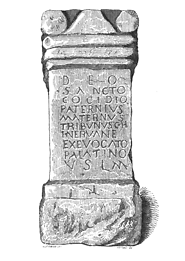
Der Altar des Paternius Maternus

Die Cohors I Augusta Nerviana (oder Nervia) Germanorum [milliaria] [equitata] (deutsch 1. Kohorte Augusta Nervia(na) der Germanen [1000 Mann] [teilberitten]) war eine römische Auxiliareinheit. Sie ist durch Militärdiplome und Inschriften belegt. In dem Militärdiplom von 105 und einer Inschrift wird sie als Cohors I Nerviorum bezeichnet, in den Diplomen von 122 bis 127 als Cohors I Nervia Germanorum und in den Diplomen von 178 als Cohors I Augusta Nerviana (oder Nerviorum). In Inschriften wird sie als Cohors I Nervana bzw. Cohors I Nervana Germanorum bezeichnet.

## Namensbestandteile
- Cohors: Die Kohorte war eine Infanterieeinheit der Auxiliartruppen in der römischen Armee.

- I: Die römische Zahl steht für die Ordnungszahl die erste (lateinisch prima). Daher wird der Name dieser Militäreinheit als Cohors prima .. ausgesprochen.

- Augusta

- Nerviana, Nervana oder Nervia: Die Bezeichnung bezieht sich vermutlich entweder auf Nerva (96–98) oder auf den Volksstamm der Nervier.[A 1]

- Nerviorum: der Nervier. Die Soldaten der Kohorte wurden bei Aufstellung der Einheit aus dem belgischen Volksstamm der Nervier auf dem Gebiet der römischen Provinz Gallia Belgica rekrutiert.[A 2]

- Germanorum: der Germanen. Die Soldaten der Kohorte wurden bei Aufstellung der Einheit aus den verschiedenen Stämmen der Germanen rekrutiert.[A 2]

- milliaria: 1000 Mann. Je nachdem, ob es sich um eine Infanterie-Kohorte (Cohors milliaria peditata) oder einen gemischten Verband aus Infanterie und Kavallerie (Cohors milliaria equitata) handelte, lag die Sollstärke der Einheit entweder bei 800 oder 1040 Mann. Der Zusatz kommt in den Militärdiplomen von 122 bis 158 und in drei Inschriften[4] vor.

- equitata: teilberitten. Die Einheit war ein gemischter Verband aus Infanterie und Kavallerie. Der Zusatz kommt in drei Inschriften[5] vor.

Die Einheit war eine Cohors milliaria equitata. Die Sollstärke der Einheit lag daher bei 1040 Mann, bestehend aus 10 Centurien Infanterie mit jeweils 80 Mann sowie 8 Turmae Kavallerie mit jeweils 30 Reitern.

## Geschichte
Die Kohorte war in der Provinz Britannia stationiert. Sie ist auf Militärdiplomen für die Jahre 105 bis 178 n. Chr. aufgeführt.
Der erste Nachweis der Einheit in der Provinz Britannia beruht auf einem Diplom, das auf 105 datiert ist. In dem Diplom wird die Kohorte als Teil der Truppen (siehe Römische Streitkräfte in Britannia) aufgeführt, die in der Provinz stationiert waren. Weitere Diplome, die auf 122 bis 178 datiert sind, belegen die Einheit in derselben Provinz.
Der letzte Nachweis der Einheit in Britannia beruht möglicherweise auf einer Inschrift, die auf 253/258 datiert ist.

## Standorte
Standorte der Kohorte in der Provinz Britannia waren möglicherweise:
| - Aballava (Burgh by Sands): zwei Inschriften wurden hier gefunden. - Blatobulgium (Birrens): zwei Inschriften wurden hier gefunden. - Caer Gai: eine Inschrift wurde hier gefunden. | - Castra Exploratorum: eine Inschrift wurde hier gefunden. - Fanum Cocidi (Bewcastle): zwei Inschriften wurden hier gefunden. |

## Angehörige der Kohorte
Folgende Angehörige der Kohorte sind bekannt:

### Kommandeure
| - Annius Victor: er wird auf einem Diplom von 178 als Kommandeur genannt. - Aurunceius Felicessemus, ein Tribun - Flavius Vibianus, ein Tribun - Lucius Faenius Felix, ein Tribun | - Paternius Maternus, ein Tribun - Publius Aelius Vitalianus, vermutlich ein Tribun - Publius Tuscilius []asinianus, ein Tribun - Quintus Peltrasius Maximus, ein Tribun |

### Sonstige
| - Iulius, ein Soldat (RIB 418) | - Sisceus, ein Reiter: ein Diplom von 178 (RMD 4, 294) wurde für ihn ausgestellt. |